# Mel Hopkins
Mel Hopkins (ur. ·7 listopada 1934 w Ystrad Rhondda, zm. 18 października 2010 w Worthing) – walijski piłkarz, grający na pozycji obrońcy. W latach 1956–1963 należał do reprezentacji Walii, wystąpił na mundialu 1958. Karierę seniorską rozpoczął w 1952, w klubie Tottenham Hotspur F.C. z rodzinnego miasta, gdzie występował przez dwanaście lat. Następnie grał w Brighton & Hove Albion, Canterbury City i Bradford Park Avenue. Karierę zakończył w 1970.